# Farul Peenemünde
Farul Peenemünde (în germană Leuchtturm Peenemünde) se află pe o mică insulă artificială din beton și piatră, lângă extremitatea sudică a insulei Ruden⁠(d) (Germania), la capătul strâmtorii Peenestrom⁠(d) dintre insula Usedom și vestul Pomeraniei continentale.

## Descriere și funcționare
Turnul de oțel are 11 m înălțime și este amplasat pe o insulă de beton și piatră, fiind asamblat în 1954 pe un banc din extremitatea de nord a insulei Usedom. Farul funcționează ca reper la intrarea în strâmtoarea Peenestrom spre Wolgast (oraș cu șantier naval și port), portul naval din Peenemünde și alte porturi până la laguna Szczecin.
La baza turnului este amplasată o platformă pentru ambarcațiunile de serviciu. Turnul a fost renovat complet în 2013. Începând din 2020, mentenanța farului este asigurată de Oficiul pentru căi navigabile și transport maritim al Mării Baltice (Wasserstraßen- und Schifffahrtsamt Ostsee⁠(d)).

## Filatelie
Un timbru cu imaginea farului Peenemünde a fost emis la 13 mai 1975 de Deutsche Post⁠(d) a Republicii Democrate Germane. Autorul schiței a fost graficianul Jochen Bertholdt⁠(d) din Rostock. Tirajul a constituit 2 milioane de bucăți.